# Bách thanh xám
Pachycephala cinerea là một loài chim trong họ Pachycephalidae.